# NGC 3221
NGC 3221 је спирална галаксија у сазвежђу Лав која се налази на NGC листи објеката дубоког неба.
Деклинација објекта је + 21° 34' 8" а ректасцензија 10h 22m 20,2s. Привидна величина (магнитуда) објекта NGC 3221 износи 13,4 а фотографска магнитуда 14,1. NGC 3221 је још познат и под ознакама UGC 5601, MCG 4-25-13, CGCG 124-17, IRAS 10195+2149, PGC 30358.